# Видмер, Отто
Отто Видмер (нем. Otto Wiedmer; род. 1 ноября 1889 года в Женеве, Швейцария) — швейцарский шоссейный и циклокроссовый велогонщик, выступавший с 1909 по 1922 год. Чемпион Швейцарии на шоссе и в циклокроссе.

## Достижения
1910
3-й Берн — Женева
1911
2-й Берн — Женева
3-й Чемпионат Швейцарии на шоссе
1912
2-й Берн — Женева
3-й Мюнхен — Цюрих
1913
1-й  Чемпионат Швейцарии на шоссе
1-й  Чемпионат Швейцарии в циклокроссе
1-й Тур дю Лак Леман
1-й Берн — Женева
1914
1-й  Чемпионат Швейцарии в циклокроссе
2-й Чемпионат Цюриха
1919
3-й Берн — Женева
1920
2-й Тур дю Лак Леман
3-й Чемпионат Швейцарии на шоссе